# Ломблен
Ломбле́н (также — Лембата; индон. Lembata) — крупнейший остров архипелага Солор, который является частью Малых Зондских островов. В административном отношении образует округ Лембата, входящий в состав индонезийской провинции Восточная Нуса-Тенгара.
Ломблен составляет около 80 км в длину и 30 км в ширину. Площадь острова — 1269,7 км²; длина береговой линии — 322,4 км. Максимальная высота — 1737 м над уровнем моря. К западу от Ломблена располагаются другие острова архипелага — Солор и Адонара, а ещё западнее — крупный остров Флорес. К востоку находится остров Пантар, входящий в Алорский архипелаг. К югу расположен остров Тимор. На юге Ломблен омывается водами моря Саву, на севере — водами моря Банда. На острове расположены 3 вулкана: Илилабалекан, Иливерунг и Левотоло. Крупнейший город — Леволеба, находится в западной части острова.
Наиболее распространённый язык населения острова — ламахолот, который относится к австронезийской языковой семье. Официальный язык — индонезийский.